# عابد بهتسو محمد
عابد بهتسو محمد مواليد 25 ديسمبر 1985 في عين تموشنت، الجزائر، هو لاعب كرة قدم جزائري يلعب مع جمعية وهران كلاعب وسط.

## المسيرة الاحترافية

### أندية لعب لها
- اتحاد بلعباس
- اتحاد البليدة
- أهلي برج بوعريريج
- اتحاد عنابة
- جمعية وهران